# Lista mistrzów One Championship
Lista mistrzów One Championship – chronologiczna lista wszystkich dotychczasowych mistrzów organizacji promującej sztuki walki One Championship.
Walki o mistrzostwo ONE Championship w MMA rozgrywane są od 6 października 2012 roku. Pierwszymi tytułami mistrzowskim do zdobycia były tytuły wagi koguciej (ówcześnie do 61 kg) zdobyty przez Koreańczyka Soo Chul Kima oraz wagi lekkiej (do 70 kg) zdobyty również przez zawodnika z Korei Południowej Kotetsu Boku. 12 lutego 2018 rozpoczęto nowy projekt o nazwie ONE Super Series który ma promować również inne sporty walki, tj. kick-boxing i muay thai, natomiast pierwszego mistrza świata ONE Super Series w formule muay thai wyłoniono 18 maja 2018, a został nim Taj Sam-A Gaiyanghadao.
Początkowo dywizje wagowe były zaczerpnięte z tych które ustaliła w 2001 roku Komisja Sportowa Stanu New Jersey (ang. New Jersey State Athletic Control Board, NJSAC) będące również standardem w większości organizacji na świecie, prezentowały się następująco:
- ciężka - ponad 93 kg
- półciężka - do 93 kg
- średnia - do 84 kg
- półśrednia - do 77 kg
- lekka - do 70 kg
- piórkowa - do 66 kg
- kogucia - do 61 kg
- musza - do 57 kg
- słomkowa - do 52 kg
- atomowa kobiet - do 48 kg

23 grudnia 2015 zapowiedziano zmiany w organizacji w związku z tragiczną śmiercią Koreańskiego zawodnika Yang Jian Binga która miała miejsce 11 grudnia 2015 z powodu nadmiernego ścinania wagi przed oficjalną ceremonią ważenia zawodników. Prezydent ONE Victor Cui w specjalnym oświadczeniu poinformował o zmianach jakie mają zajść w 2016 roku m.in. w aspekcie kategorii wagowych między którymi zostaną zmniejszone przerwy. Na początku stycznia zostały wprowadzone zapowiadane zmiany w kategoriach wagowych m.in. wszyscy zawodnicy poszczególnych kategorii wagowej zostali przeniesieni o jedną wyżej przy czym zachowano poprzednie nazewnictwo kategorii oraz zostały zmniejszone przerwy między każdą dywizją. Ponadto została utworzona całkowicie nowa kategoria w limicie do 102,1 kg która została nazwana wagą półciężką (lub junior ciężką). Aktualnie kategorie wagowe wyglądają następująco:
- ciężka – do 120,2 kg (265 lb)
- półciężka – do 102,1 kg (225 lb)
- średnia – do 93 kg (205 lb)
- półśrednia – do 83,9 kg (184,9 lb)
- lekka – do 77,1 kg (169,9 lb)
- piórkowa – do 70,3 kg (154,9 lb)
- kogucia – do 65,8 kg (145 lb)
- musza – do 61,2 kg (134,9 lb)
- słomkowa - do 56,7 kg (125 lb)

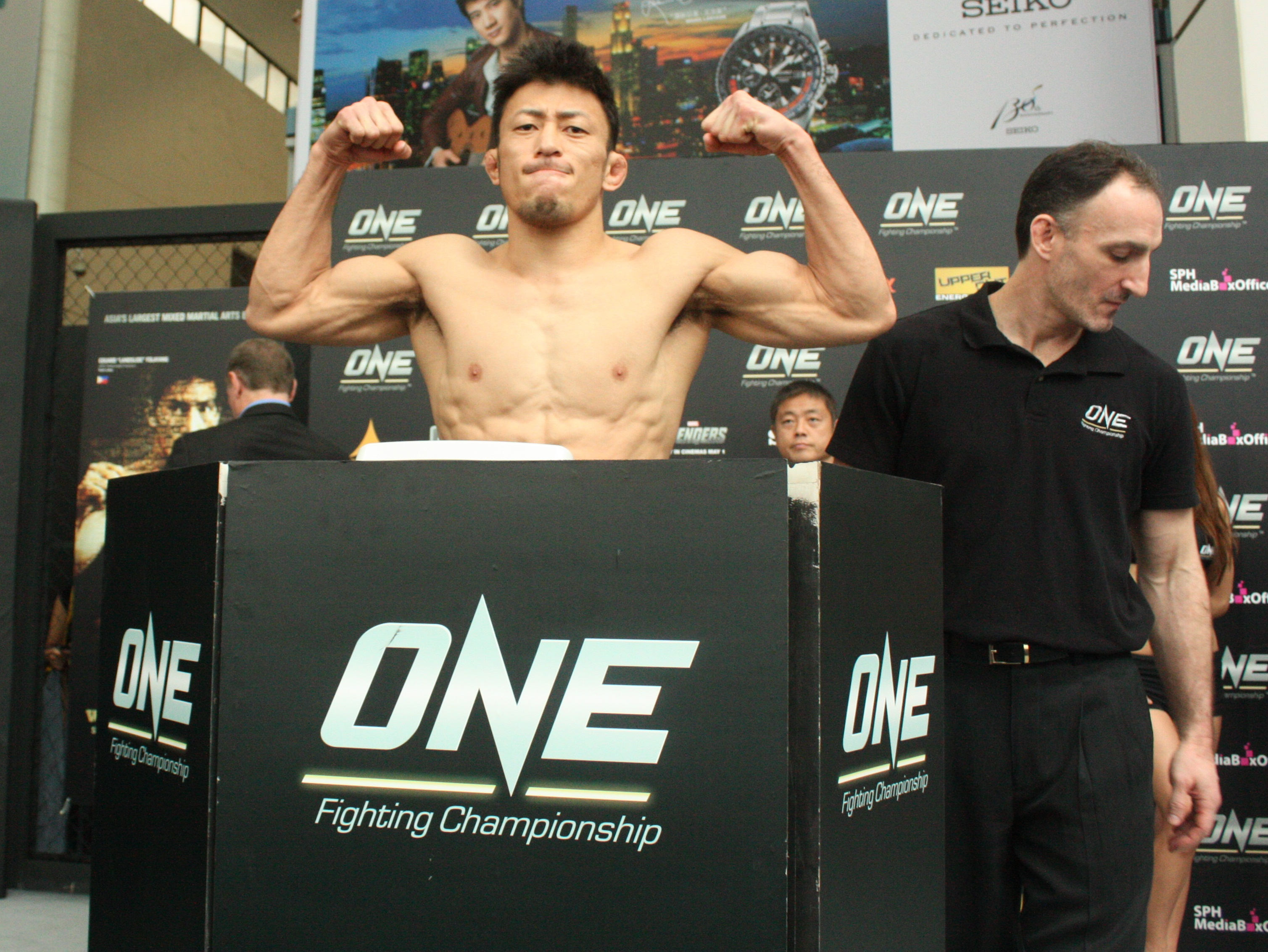
Tatsuya Kawajiri podczas oficjalnego ważenia przed galą ONE FC: War of the Lions, 30 marca 2012

- atomowa kobiet - do 52,2 kg (115,8)

## Mieszane sztuki walki

### Waga ciężka (do 120,2 kg)
| Nr | Mistrz                                        | Od                                         | Do                         | Obrony tytułu |
| -- | --------------------------------------------- | ------------------------------------------ | -------------------------- | --- |
| 1. | Brandon Vera (pokonał Paula Chenga)           | 11 grudnia 2015 (ONE: Spirit of Champions) | 15 maja 2021 (ONE: Dangal) | - pokonał Hideki Sekine, 2 grudnia 2016 (ONE: Age of Domination) - pokonał Mauro Cerillia, 23 listopada 2018 (ONE: Conquest of Champions) |
| 2. | Arjan Bhullar (pokonał Brandona Verę)         | 15 maja 2021 (ONE: Dangal)                 | aktualny                   | |
| -  | Anatolij Małychin (pokonał Kirilla Grishenko) | 11 lutego 2022 (ONE: Bad Blood)            | aktualny                   | |

### Waga półciężka (do 102,1 kg)
Zwana również wagą junior ciężką.
| Nr                                                                  | Mistrz                                      | Od                                            | Do                                            | Obrony tytułu                                                         |
| ------------------------------------------------------------------- | ------------------------------------------- | --------------------------------------------- | --------------------------------------------- | --------------------------------------------------------------------- |
| 1.                                                                  | Roger Gracie (pokonał Michała Pasternaka)   | 6 maja 2016 (ONE: Ascent to Power)            | 14 października 2017                          |                                                                       |
| Gracie zwakował tytuł w związku z zakończeniem kariery zawodniczej. |                                             |                                               |                                               |                                                                       |
| 2.                                                                  | Aung La N Sang (pokonał Alexandre Machado)  | 23 lutego 2018 (ONE: Quest for Gold)          | 30 października 2020 (ONE: Inside the Matrix) | - pokonał Brandona Verę, 13 października 2019 (ONE: Century − Part 2) |
| 3.                                                                  | Reinier de Ridder (pokonał Aung La N Sanga) | 30 października 2020 (ONE: Inside the Matrix) | aktualny                                      |                                                                       |

### Waga średnia (do 93 kg)
| Nr | Mistrz                                      | Od                                             | Do                              | Obrony tytułu |
| -- | ------------------------------------------- | ---------------------------------------------- | ------------------------------- | --- |
| 1. | Igor Swirid (pokonał Leandro Ataidesa)      | 7 listopada 2014 (ONE FC: Battle of the Lions) | 9 października 2015             | |
| 2. | Witalij Bigdasz                             | 9 października 2015 (ONE: Tigers of Asia)      | 30 czerwca 2017                 | - #1 pokonał Aung La N Sanga, 14 stycznia 2017 (ONE: Quest for Power)                                                                                     |
| 3. | Aung La N Sang                              | 30 czerwca 2017 (ONE: Light of a Nation)       | 28 kwietnia 2021 (ONE on TNT 4) | - #1 pokonał Kena Hasegawę, 29 czerwca 2018 (ONE: Spirit of a Warrior) - #2 pokonał Mohammada Karakiego, 26 października 2018 (ONE: Pursuit of Greatness) |
| 4. | Reinier de Ridder (pokonał Aung La N Sanga) | 28 kwietnia 2021 (ONE on TNT 4)                | aktualny                        | - pokonał Kiamriana Abbasova, 25 lutego 2022 (ONE: Full Circle)                                                                                           |

### Waga półśrednia (do 83,9 kg)
| Nr                                                                        | Mistrz                                          | Od                                                    | Do                                        | Obrony tytułu |
| ------------------------------------------------------------------------- | ----------------------------------------------- | ----------------------------------------------------- | ----------------------------------------- | --- |
| 1.                                                                        | Nobutatsu Suzuki (pokonał Brocka Larsona)       | 14 marca 2014 (ONE FC: War of Nations)                | 29 sierpnia 2014                          | |
| 2.                                                                        | Ben Askren                                      | 29 sierpnia 2014 (ONE FC: Reign of Champions)         | 24 października 2018                      | - pojedynek nierozstrzygnięty z Luisem Santosem, 24 kwietnia 2015 (ONE: Valor of Champions) - #1 pokonał Agilana Thaniego, 26 maja 2017 (ONE: Dynasty of Heroes) - #2 pokonał Zebaztiana Kadestama, 2 września 2017 (ONE: Shanghai) - #3 pokonał Shin’yę Aokiego, 24 listopada 2017 (ONE: Immortal Pursuit) |
| 24 października 2018 Askren zwakował tytuł w związku z przejściem do UFC. |                                                 |                                                       |                                           | |
| 3.                                                                        | Zebaztian Kadestam (pokonał Tylera McGuire'a)   | 17 listopada 2018 (ONE Championship: Warrior’s Dream) | 25 października 2019 (ONE: Dawn of Valor) | - pokonał Georgiy Kichigina, 8 marca 2019 (ONE: Reign of Valor) |
| 4.                                                                        | Kiamrian Abbasov (pokonał Zebaztiana Kadestama) | 25 października 2019 (ONE: Dawn of Valor)             | aktualny                                  | - pokonał Jamesa Nakashimaa, 6 listopada 2020 (ONE: Inside the Matrix 2) |

### Waga lekka (do 77,1 kg)
| Nr                                                                             | Mistrz                                    | Od                                                         | Do                | Obrony tytułu |  |
| ------------------------------------------------------------------------------ | ----------------------------------------- | ---------------------------------------------------------- | ----------------- | --- |  |
| 1.                                                                             | Kotetsu Boku (pokonał Zorobabela Moreirę) | 6 października 2012 (ONE FC: Rise of Kings)                | 5 kwietnia 2013   | |  |
| 2.                                                                             | Shin’ya Aoki                              | 5 kwietnia 2013 (ONE FC: Kings and Champions)              | 11 listopada 2016 | - #1 pokonał Kamala Shalorusa, 29 sierpnia 2014 (ONE FC: Reign of Champions) - #2 pokonał Kojiego Ando, 22 maja 2015 (ONE: Warrior's Quest) |  |
| 3.                                                                             | Eduard Folayang                           | 11 listopada 2016 (ONE FC: Defending Honor)                | 10 listopada 2017 | - #1 pokonał Ev Tinga, 21 kwietnia 2017 (ONE FC: Kings of Destiny)                                                                          |  |
| 4.                                                                             | Martin Nguyen                             | 10 listopada 2017 (ONE Championship: Legends of the World) | 28 września 2018  | |  |
| 28 września 2018 Nguyen zwakował tytuł w związku z przedłużającą się kontuzją. |                                           |                                                            |                   | |  |
| 5.                                                                             | Eduard Folayang (pokonał Amira Khana)     | 23 listopada 2018 (ONE: Conquest of Champions)             | 31 marca 2019     | |  |
| 6.                                                                             | Shin’ya Aoki (pokonał Eduarda Folayanga)  | 31 marca 2019 (ONE: A New Era)                             | 17 maja 2019      | |  |
| 7.                                                                             | Christian Lee (pokonał Shi'nya Aokiego)   | 17 maja 2019 (ONE: Enter the Dragon)                       | 24 września 2021  | - pokonał Iuri Lapicusa, 30 października 2020 (ONE: Inside the Matrix) - pokonał Timofeya Nastyukhina, 14 kwietnia 2021 (ONE on TNT 2)      |  |
| 8.                                                                             | Rae Yoon Ok                               | 24 września 2021 (ONE: Revolution)                         | aktualny          | |  |

### Waga piórkowa (do 70,3 kg)
| Nr | Mistrz                                                  | Od                                            | Do                   | Obrony tytułu |
| -- | ------------------------------------------------------- | --------------------------------------------- | -------------------- | --- |
| 1. | Honorio Banario (pokonał Erica Kelly'ego)               | 2 lutego 2013 (ONE FC: Return of Warriors)    | 31 maja 2013         | |
| 2. | Koji Oishi                                              | 31 maja 2013 (ONE FC: Rise to Power)          | 29 sierpnia 2014     | - #1 pokonał Honorio Banario, 6 grudnia 2013 (ONE FC: Moment of Truth) |
| 3. | Jadamba Narantungalag                                   | 29 sierpnia 2014 (ONE FC: Reign of Champions) | 21 listopada 2015    | |
| -  | Marat Gafurow (pok. o tymczasowy tytuł Martina Nguyena) | 27 września 2015 (ONE: Odyssey of Champions)  | 21 listopada 2015    | |
| 4  | Marat Gafurow                                           | 21 listopada 2015 (ONE: Dynasty of Champions) | 18 sierpnia 2017     | - #1 pokonał Kazunoriego Yokotę, 27 maja 2016 (ONE: Kingdom of Champions) - #2 pokonał Jadambę Narantungalaga, 11 listopada 2016 (ONE: Defending Honor)                                                      |
| 5  | Martin Nguyen                                           | 18 sierpnia 2017 (ONE: Quest for Greatness)   | 30 października 2020 | - pokonał Christiana Lee, 18 maja 2018 (ONE: Unstoppable Dreams) - pokonał Jadamba Narantungalaga, 13 kwietnia 2019 (ONE: Roots of Honor) - pokonał Koyomi Matsushima, 2 sierpnia 2019 (ONE: Dawn of Heroes) |
| 6. | Thanh Le (pokonał Martina Nguyena)                      | 30 października 2020 (ONE: Inside the Matrix) | aktualny             | |

### Waga kogucia (do 65,8 kg)
| Nr | Mistrz                                                        | Od                                              | Do                   | Obrony tytułu |
| -- | ------------------------------------------------------------- | ----------------------------------------------- | -------------------- | --- |
| 1. | Soo Chul Kim (pokonał Leandro Issę)                           | 6 października 2012 (ONE FC: Rise of Kings)     | 18 października 2013 | |
| -  | Bibiano Fernandes (pok. o tymczasowy tytuł Koetsu Okazakiego) | 31 maja 2013 (ONE FC: Rise to Power)            | 18 października 2013 | |
| 2  | Bibiano Fernandes                                             | 18 października 2013 (ONE FC: Total Domination) | 9 listopada 2018     | - #1 pokonał Masakatsu Uedę, 2 maja 2014 (ONE FC: Rise of Heroes) - #2 pokonał Dae Hwan Kima, 5 grudnia 2014 (ONE FC: Warrior's Way) - #3 pokonał Toniego Tauru, 18 lipca 2015 (ONE: Kingdom of Warriors) - #4 pokonał Kevina Belingona, 23 stycznia 2016 (ONE: Dynasty of Champions) - #5 pokonał Reece'a McLarena, 2 grudnia 2016 (ONE: Age of Domination) - #6 pokonał Andrew Leone'a, 5 sierpnia 2017 (ONE: Kings and Conquerors) - #7 pokonał Martina Nguyena, 24 marca 2018 (ONE Championship: Iron Will) |
| -  | Kevin Belingon (pok. o tymczasowy tytuł Martina Nguyena)      | 27 lipca 2018 (ONE: Reign of Kings)             | 9 listopada 2018     | |
| 3  | Kevin Belingon                                                | 9 listopada 2018 (ONE: Heart of the Lion)       | 31 marca 2019        | |
| 4. | Bibiano Fernandes (pokonał Kevina Belingona)                  | 31 marca 2019 (ONE: A New Era)                  | 11 marca 2022        | - pokonał Kevina Belingona, 13 października 2019 (ONE: Century − Part 2) |
| 5. | John Lineker (pokonał Bibiano Fernandesa)                     | 11 marca 2022 (ONE: Lights Out)                 | aktualny             | |

### Waga musza (do 61,2 kg)
| Nr | Mistrz                                                      | Od                                             | Do                | Obrony tytułu                                                                              |
| -- | ----------------------------------------------------------- | ---------------------------------------------- | ----------------- | ------------------------------------------------------------------------------------------ |
| 1. | Adriano Moraes (pokonał Geje Eustaquio)                     | 12 sierpnia 2014 (ONE FC: Rise of the Kingdom) | 21 listopada 2015 | - #1 pokonał Asukę Mikamiego, 13 marca 2015 (ONE: Age of Champions)                        |
| 2. | Kairat Achmietow                                            | 21 listopada 2015 (ONE: Dynasty of Champions)  | 5 sierpnia 2017   |                                                                                            |
| -  | Adriano Moraes (pok. o tymczasowy tytuł Tileka Batyrowa)    | 13 sierpnia 2016 (ONE: Heroes of the World)    | 5 sierpnia 2017   |                                                                                            |
| 3  | Adriano Moraes                                              | 5 sierpnia 2017 (ONE: Kings and Conquerors)    | 23 czerwca 2018   | - #1 pokonał Danny'ego Kingada, 10 listopada 2017 (ONE Championship: Legends of the World) |
| -  | Geje Eustaquio (pok. o tymczasowy tytuł Kairata Achmietowa) | 26 stycznia 2018 (ONE: Global Superheroes)     | 23 czerwca 2018   |                                                                                            |
| 4  | Geje Eustaquio                                              | 23 czerwca 2018 (ONE: Pinnacle of Power)       | 25 stycznia 2019  |                                                                                            |
| 5. | Adriano Moraes (pokonał Geje Eustaquio)                     | 25 stycznia 2019 (ONE: Hero's Ascent)          | aktualny          | - pokonał Demetriousa Johnsona, 7 kwietnia 2021 (ONE on TNT 1)                             |

### Waga słomkowa (do 56,7 kg)
| Nr | Mistrz                                                  | Od                                          | Do               | Obrony tytułu                                                           |
| -- | ------------------------------------------------------- | ------------------------------------------- | ---------------- | ----------------------------------------------------------------------- |
| 1. | Dejdamrong Sor Amnuaysirichoke (pokonał Roya Doligueza) | 22 maja 2015 (ONE: Warrior's Quest)         | 27 maja 2016     |                                                                         |
| 2. | Yoshitaka Naito                                         | 27 maja 2016 (ONE: Kingdom of Champions)    | 9 grudnia 2017   | - #1 pokonał Joshuę Pacio, 7 października 2016 (ONE: State of Warriors) |
| 3. | Alex Silva                                              | 9 grudnia 2017 (ONE: Warriors of the World) | 12 maja 2018     |                                                                         |
| 4. | Yoshitaka Naito                                         | 12 maja 2018 (ONE: Grit and Glory)          | 22 września 2018 |                                                                         |
| 5. | Joshua Pacio                                            | 22 września 2018 (ONE: Conquest of Heroes)  |                  |                                                                         |

### Waga musza kobiet (do 61,2 kg)
| Nr | Mistrz                               | Od                                       | Do | Obrony tytułu |
| -- | ------------------------------------ | ---------------------------------------- | -- | --- |
| 1. | Xiong Jingnan (pokonała Tiffany Teo) | 20 stycznia 2018 (ONE: Kings of Courage) |    | - #1 pokonała Laurę Balin, 23 czerwca 2018 (ONE: Pinnacle of Power) - #2 pokonała Samarę Santos, 8 września 2018 (ONE: Beyond the Horizons) |

### Waga atomowa kobiet (do 52,2 kg)
| Nr | Mistrz                               | Od                                 | Do               | Obrony tytułu |
| -- | ------------------------------------ | ---------------------------------- | ---------------- | --- |
| 1. | Angela Lee (pokonała Mei Yamaguchi)  | 6 maja 2016 (ONE: Ascent to Power) | 29 września 2023 | - #1 pokonała Jenny Huang, 11 marca 2017 (ONE: Warrior Kingdom) - #2 pokonała Istelę Nunes, 26 maja 2017 (ONE: Dynasty of Heroes) - #3 pokonała Mei Yamaguchi, 18 maja 2018 (ONE: Unstoppable Dreams) |
| 2. | Stamp Fairtex (pokonała Ham Seo-hee) | 29 września 2023                   |                  | |

## Super Series Muay Thai

### Waga musza (do 61,2 kg)
| Nr | Mistrz                                       | Od                                     | Do | Obrony tytułu |
| -- | -------------------------------------------- | -------------------------------------- | -- | ------------- |
| 1. | Sam-A Gaiyanghadao (pokonał Sergio Wielzena) | 18 maja 2018 (ONE: Unstoppable Dreams) |    |               |

## Super Series Kickboxing

### Waga atomowa kobiet (do 52,2 kg)
| Nr | Mistrz                                           | Od                                           | Do                  | Obrony tytułu |
| -- | ------------------------------------------------ | -------------------------------------------- | ------------------- | ------------- |
| 1. | Chuang Kai-ting (pokonała Yodcherry Sityodtong)) | 7 lipca 2018 (ONE: Battle for the Heaven)    | 6 października 2018 |               |
| 2. | Nong Stamp                                       | 6 października 2018 (ONE: Kingdom of Heroes) |                     |               |